# Uranienborg

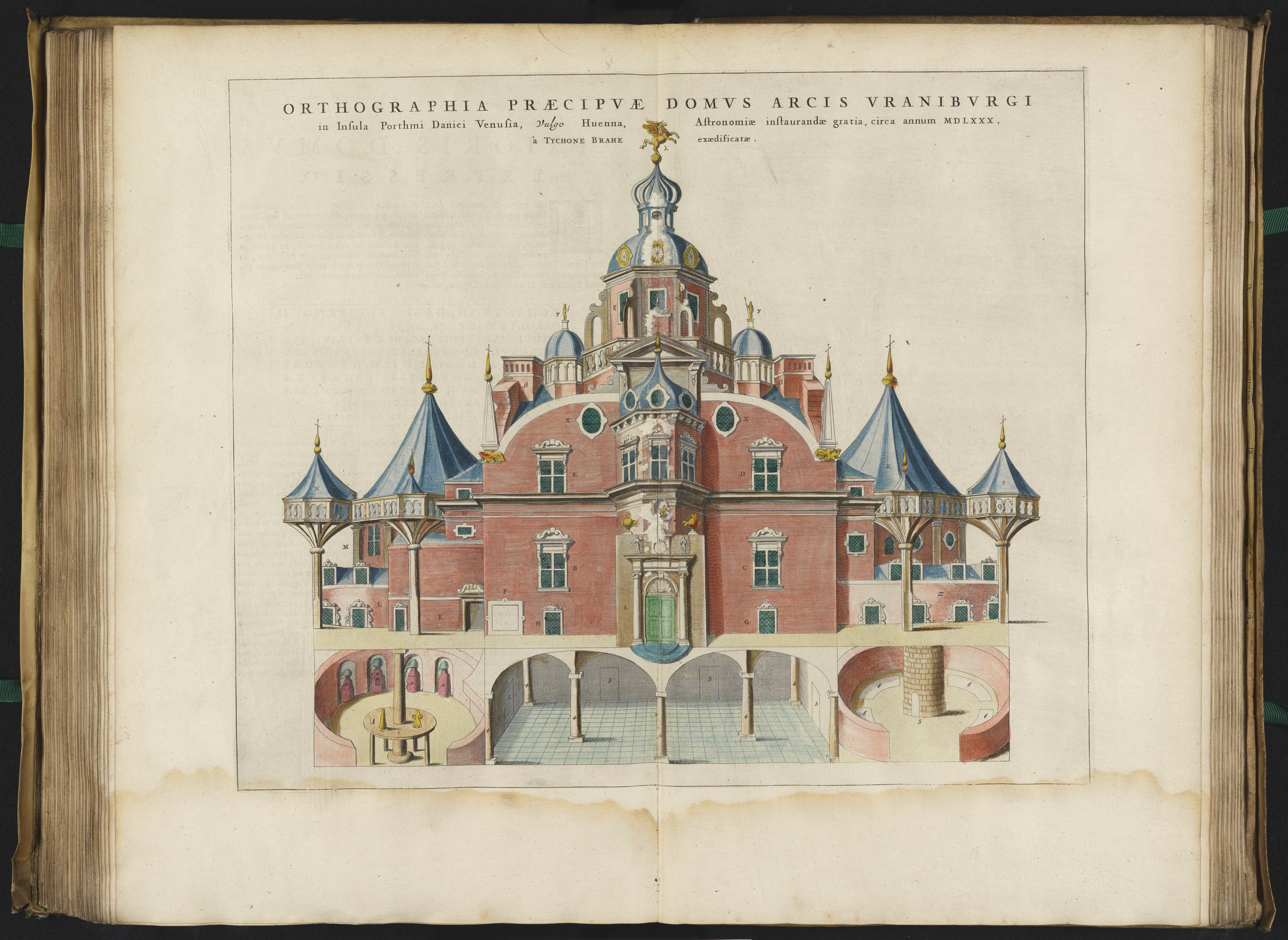
Główny budynek Obserwatorium Uraniborg z Atlas Maior Joana Blaeu

Uranienborg (szw. Uraniborg) – obserwatorium astronomiczne znajdujące się na szwedzkiej wyspie Ven, w cieśninie Sund między Zelandią (Dania) a Skanią, wzniesione w latach 1576–1580 przez astronoma Tychona Brahe.
Uranienborg było pierwszym publicznym obserwatorium i ostatnim, które zostało zbudowane bez teleskopu jako podstawowego narzędzia obserwacyjnego. Było podarunkiem dla astronoma od króla Fryderyka II.

## Opis budowli

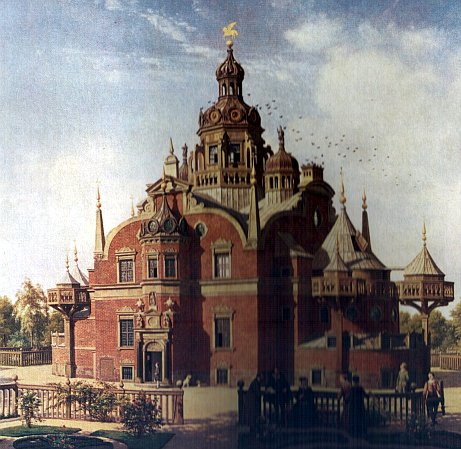
Obserwatorium na obrazie Constantina Hansena z 1882

Budowla została zbudowana na planie kwadratu o 15 metrowych bokach. Po obu stronach, północnej i południowej, znajdowały się dwie wieże. Obserwatorium zostało zbudowane z czerwonej cegły. Główne piętro składało się z czterech pokoi, z których jeden zajmował Tycho Brahe, a pozostałe były udostępnione dla astronomów. W północnej wieży znajdowała się kuchnia, a w południowej biblioteka. Drugie piętro zostało podzielone na trzy pokoje, dwa o tej samej powierzchni i jeden większy. Duży pokój był przeznaczony dla odwiedzających gości. W wieżach na tym samym poziomie znajdowały się przyrządy astronomiczne dostępne zarówno z wnętrza budynku, jak i z zewnątrz. Na trzecim piętrze znajdowało się osiem pomieszczeń przeznaczonych dla studentów. Na szczyt wieży prowadziły kręcone schody. W piwnicy obserwatorium znajdowały się laboratorium chemiczne i pomieszczenia do przechowywania produktów spożywczych.

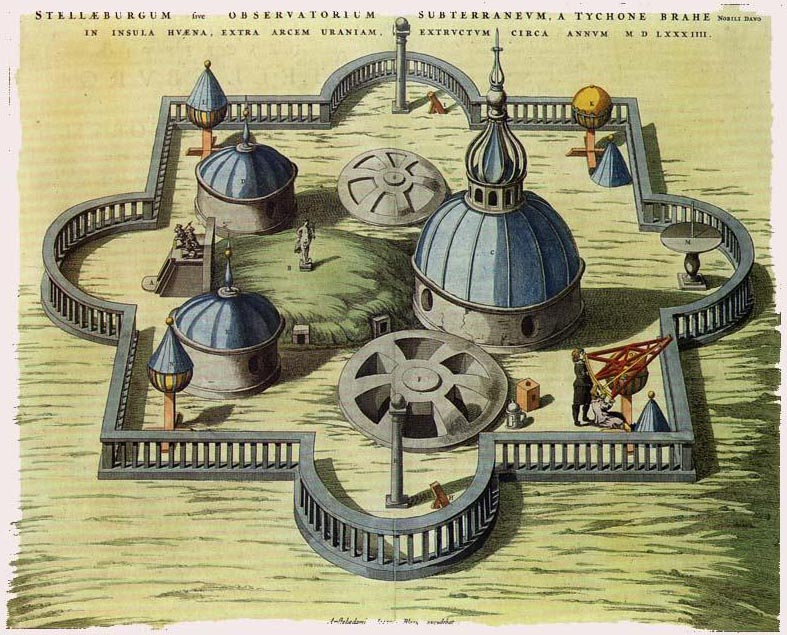
Obserwatorium Stjerneborg stworzone również przez Tychona Brahe

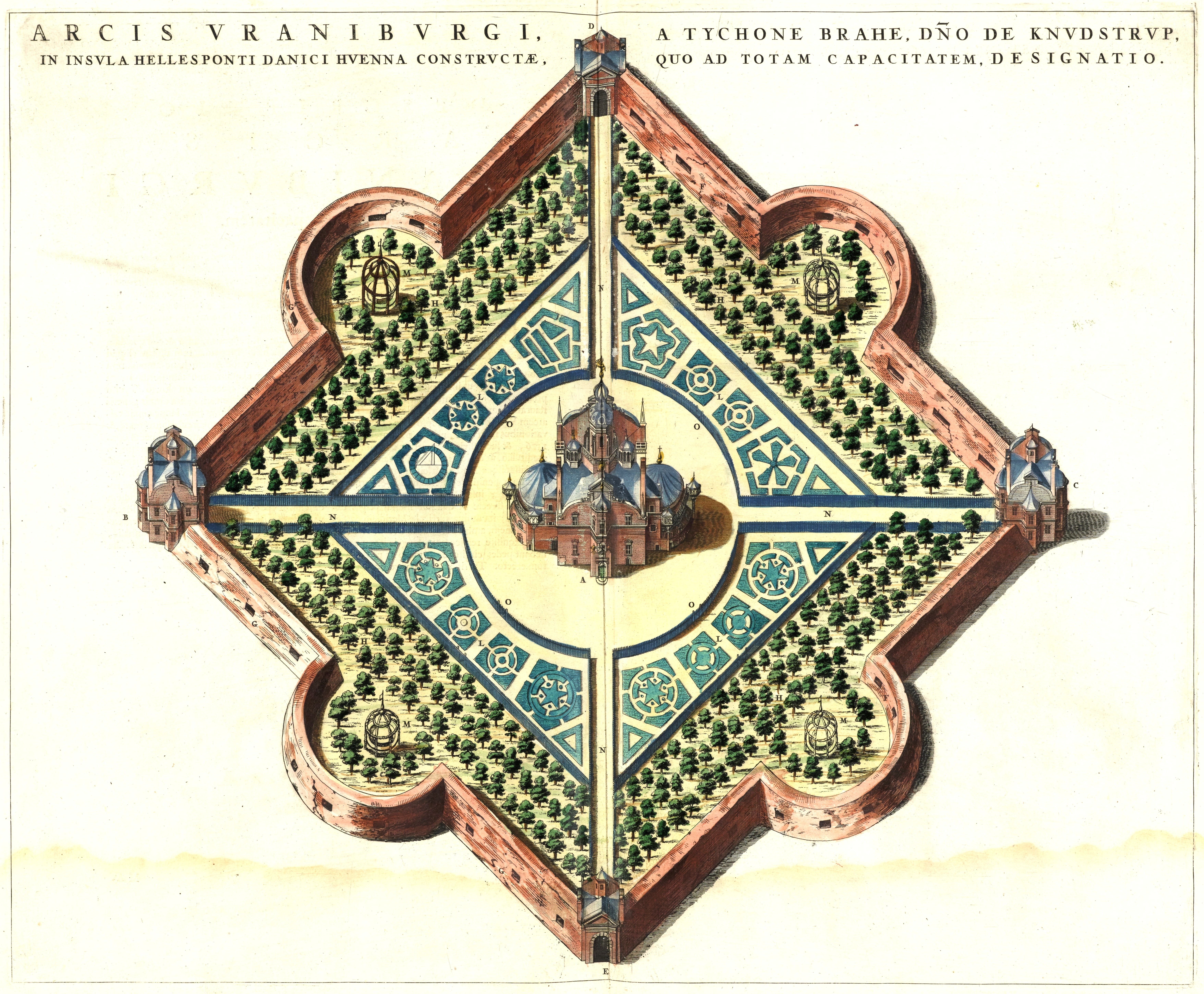
Ręcznie kolorowany miedzioryt przedstawiający pałac-obserwatorium Uraniborg Tycho Brahego, z Atlas Maior Joana Blaeu, 1662-5, tom 1, oparta na drzeworycie opublikowanym w książce Brahego z 1598 r. Astronomiæ instauratæ mechanica.

Wkrótce po otwarciu obserwatorium stwierdzono, iż przyrządy pomiarowe znajdujące się na wieży nie były wystarczająco stabilnie zamontowane, więc wpływał na nie wiatr. Tycho zdecydował się przenieść przyrządy w stabilniejsze miejsce, tworząc obserwatorium naziemne Stjerneborg. Na podstawie badań i pomiarów pozycji ciał niebieskich przeprowadzanych w obserwatorium Jan Kepler sformułował swoje trzy prawa dotyczące ruchu planet.

## Dalsze losy
Po utracie funduszy od króla Chrystiana IV Oldenburga w 1597 Tycho porzucił wyspę, zaś oba obserwatoria zostały zniszczone. W 1950 Stjerneborg stał się przedmiotem badań archeologicznych; obecnie znajduje się w tym miejscu budynek z pokazami multimedialnymi.